# Intellectual Property
Pour plus de détails, voir Fiche technique et Distribution.
Intellectual Property (alias Dark Mind - son nouveau titre américain) est un thriller américain de Nicholas Peterson (en) réalisé en 2006.

## Synopsis
D'abord récompensé, puis exploité et rejeté pour son génie, le jeune inventeur Paul Hadley apprend rapidement qu'il ne peut faire confiance qu'à lui-même. Ses idées révolutionnaires paraissent un peu partout dans les journaux et les magazines mais leur mérite y est attribué à d'autres inventeurs. Convaincu que les gouvernements et les entreprises du monde entier l'espionne pour s'approprier ses idées, Paul choisit de disparaître dans l'anonymat d'une vie routinière, essentiellement comblée par les réglages minutieux que réclament sa machine. Il s'octroie cependant de brèves escapades hors de chez lui et rencontre ainsi Jenny, une serveuse du café local. Une nuit, cette dernière vient le confronter en lui rapportant à son appartement une note qu'il avait oubliée par mégarde. Cette intrusion dans la vie privée de Paul va les mener à une violente dispute qui laissera Jenny dans un profond coma... et Paul à ses propres démons...

## Fiche technique
- Titre alternatif : Dark Mind
- Réalisation : Nicholas Peterson (en)
- Scénario : Nicholas Peterson et Hansen Smith
- Photographie : Nic Sadler
- Producteur : Martin Berneman, Jenny Hinkey, Christopher Masterson et Nicholas Peterson (en)
- Distribution : NXTdream Films
- Musique : Jasper Randall
- Montage : Peter Devaney Flanagan

## Distribution
- Christopher Masterson : Paul Hadley
- Lyndsy Fonseca : Jenny
- David DeLuise : l'inspecteur Kopf
- Richard Riehle : l'inspecteur Rees
- Clayton Landey : Vladimir
- Brandon Barash : le petit ami de Jenny
- Tom Everett Scott : le père de Jenny
- Lorna Scott : la mère de Jenny
- Kestrin Pantera : Susan
- Bryan Cranston : l'invité de radio